# Wheatleyit
Wheatleyit (IMA-Symbol Wty) ist ein sehr selten vorkommendes Mineral aus der Mineralklasse der „Organischen Verbindungen“ mit der chemischen Zusammensetzung Na2Cu(C2O4)2·2(H2O) und damit chemisch gesehen ein wasserhaltiges Natrium-Kupfer-Oxalat.
Wheatleyit kristallisiert im triklinen Kristallsystem und entwickelt feinnadelige Kristalle von bis zu 2 mm Größe, die bei den bisher dokumentierten Proben meist miteinander verwachsen sind und Mineral-Aggregate bilden. Die hell- bis leuchtend blauen Kristalle sind durchsichtig bis durchscheinend und zeigen einen glasähnlichen Glanz auf den Oberflächen.

## Etymologie und Geschichte
Als Entdecker von Wheatleyit gilt William W. Pinch, der die Mineralproben in der „Wheatley-Mine“ im Bergbaubezirk Phoenixville im US-Bundesstaat Pennsylvania sammelte und sie zu Studienzwecken Pete J. Dunn zur Verfügung stellte.
Nachfolgende Analysen durch Dunn sowie durch Roland C. Rouse, Donald R. Peacor, William B. Simmons und Dale Newbury ergaben, dass es sich bei der Verbindung um eine neue Mineralart handelte. Das Mineralogenteam um Dunn benannte das neue Mineral nach dessen Typlokalität und sandte seine Untersuchungsergebnisse sowie den gewählten Namen zur Prüfung an die International Mineralogical Association (interne Eingangs-Nr. der IMA: 1984-040), die den Wheatleyit als eigenständige Mineralart anerkannte.
Die Publikation der Erstbeschreibung erfolgte 1986 im US-amerikanischen Wissenschaftsmagazim American Mineralogist.
Das Typmaterial des Minerals wird im National Museum of Natural History (NMNH) in Washington, D.C. unter der Sammlungs-Nummer 162531 (HT) und im Canadian Museum of Nature (CMN) unter der Sammlungs-Nummer 80196 (HT) aufbewahrt.

## Klassifikation
Da der Wheatleyit erst 1984 als eigenständige Mineralart anerkannt wurde, ist er in der veralteten 8. Auflage der Mineralsystematik nach Strunz noch nicht verzeichnet.
Im zuletzt 2018 überarbeiteten und aktualisierten Lapis-Mineralienverzeichnis nach Stefan Weiß, das sich aus Rücksicht auf private Sammler und institutionelle Sammlungen noch nach dieser alten Form der Systematik von Karl Hugo Strunz richtet, erhielt das Mineral die System- und Mineral-Nr. IX/A.01-100. In der „Lapis-Systematik“ entspricht dies der Klasse der „Organischen Verbindungen“ und dort der Abteilung „Salze organischer Säuren“, wo Wheatleyit zusammen mit Antipinit, Caoxit, Coskrenit-(Ce), Deveroit-(Ce), Falottait, Glushinskit, Humboldtin, Levinsonit-(Y), Lindbergit, Middlebackit, Minguzzit, Moolooit, Natroxalat, Novgorodovait, Oxammit, Stepanovit, Weddellit, Whewellit, Zhemchuzhnikovit und Zugshunstit-(Ce) die Gruppe der „Oxalate [C2O4]2−“ mit der System-Nr. IX/A.01 bildet.
Die von der IMA zuletzt 2009 aktualisierte 9. Auflage der Strunz’schen Mineralsystematik ordnet den Wheatleyit ebenfalls in die Klasse der „Organischen Verbindungen“ und dort in die Abteilung der „Salze von organischen Säuren“ ein. Diese ist allerdings weiter unterteilt nach der, den Verbindungen zugrunde liegenden, Säure, so dass das Mineral entsprechend seiner Zusammensetzung in der Unterabteilung der „Oxalate“ zu finden ist, wo es als einziges Mitglied die unbenannte Gruppe 10.AB.30 bildet.
Auch die vorwiegend im englischen Sprachraum gebräuchliche Systematik der Minerale nach Dana ordnet den Wheatleyit in die Klasse und gleichnamigen Abteilung der „Organischen Minerale“ ein. Hier ist er als einziges Mitglied in der unbenannten Gruppe 50.01.08 innerhalb der Unterabteilung „Salze organischer Säuren (Oxalate)“ zu finden.

## Kristallstruktur
Wheatleyit kristallisiert in der triklinen Raumgruppe P1 (Raumgruppen-Nr. 2) mit den Gitterparametern a = 7,56 Å; b = 9,66 Å; c = 3,59 Å; α = 76,6°; β = 103,7° und γ = 109,1° sowie einer Formeleinheit pro Elementarzelle.

## Eigenschaften
Wheatleyit ist wie die meisten Oxalate thermisch nicht beständig. Thermoanalytische Untersuchungen haben gezeigt, dass Wheatleyit bei Temperaturen zwischen 70 und 110 °C sein Kristallwasser abgibt und sich ab 250 und 350 °C schrittweise unter Bildung von Kupfer(II)-oxid, Kohlenmonoxid und Kohlendioxid zersetzt.
Wheatleyit ist gut wasserlöslich und aus diesem Grund als Mineral nur wenig stabil.

## Bildung und Fundorte
Wheatleyit wurde auf den Abraumhalden der inzwischen stillgelegten Wheatley-Mine entdeckt. Das Wirtsgestein der abgebauten Blei-Zink-Erzgänge besteht größtenteils aus präkambrischem Biotit-Gneis. Das Handstück mit dem darauf entdeckten Wheatleyit besteht größtenteils aus den derb ausgebildeten Sulfiden Galenit und Sphalerit sowie aus Quarz. Diese Primärbildungen sind von sekundärem Wheatleyit, Cerussit, Sphalerit und einem undefinierten, pulverigen Bleioxalat überzogen. Da Wheatleyit auf dieser Probe ebenfalls von Sphalerit überwachsen und damit eindeutig älter ist, schlossen die Erstbeschreiber einen anthropogenen bzw. biogenen Ursprung von Wheatleyit aus. Dies unterscheidet den Wheatleyit beispielsweise vom chemisch ähnlichen Moolooit, der durch die Einwirkung von Vogelkot auf Kupfererze entstehen kann.
Als sehr seltene Mineralbildung ist Wheatleyit nur in wenigen Proben aus bisher drei dokumentierten Fundstätten entdeckt worden (Stand 2023). Außer seiner Typlokalität, der Wheatley-Mine bei Phoenixville in Pennsylvania, sind dies noch die Bor-Lagerstätte „Voronov“ bei Medweschjegorsk (englisch Medvezhyegorsk) in der Republik Karelien (Russland) und eine Guano-Lagerstätten mit Kupfermineralisation bei Pabellón de Pica (Chanabaya) in der chilenischen Provinz Iquique.